# سيريل كورنبلوث
سيريل إم. كورنبلوث (بالإنجليزية: Cyril M. Kornbluth)‏ (23 يوليو 1923، مانهاتن في الولايات المتحدة - 21 مارس 1958، شيكاغو في الولايات المتحدة) كاتب وروائي أمريكي، حاصل على ميدالية النجمة البرونزية وجائزة هوغو لأفضل رواية قصيرة عن رواية «الحقيبة السوداء الصغيرة» في العام 1951.

## روابط خارجية
- سيريل كورنبلوث على موقع IMDb (الإنجليزية)
- سيريل كورنبلوث على موقع الموسوعة البريطانية (الإنجليزية)
- سيريل كورنبلوث على موقع إن إن دي بي (الإنجليزية)